# Терракотовый Геракл из Керчи
Терракотовый Геракл из Керчи — терракотовый фигурный сосуд в виде головы Геракла, найденный на некрополе Пантикапея (Керчь).

## История находки
Все директора Керченского музея древностей пытались бороться с чёрным кладоискательством, часто безуспешно. Принявший дела у К. Е. Думберга в 1901 году В. В. Шкорпил также препятствовал расхищению памятников, привлекая полицию (позднее, в 1918 году он был убит черными копателями на пороге своего дома). Журналист А. Половцов в двух номерах столичных «Московских ведомостей» так описал эту нелицеприятную сторону исследований «русской Помпеи» на рубеже века:

«Теперешние грабители имеют даже особенную кличку: их зовут „счастливчиками“. Ещё несколько лет тому назад они составляли в Керчи армию человек в полтораста — двести… Иные счастливчики с виду немногим отличались от разбойников… За последние восемь лет отсидело их в тюрьме человек до пятисот (считая и рецидивистов): теперь хищения стали сравнительно редки и производятся лишь по ночам».

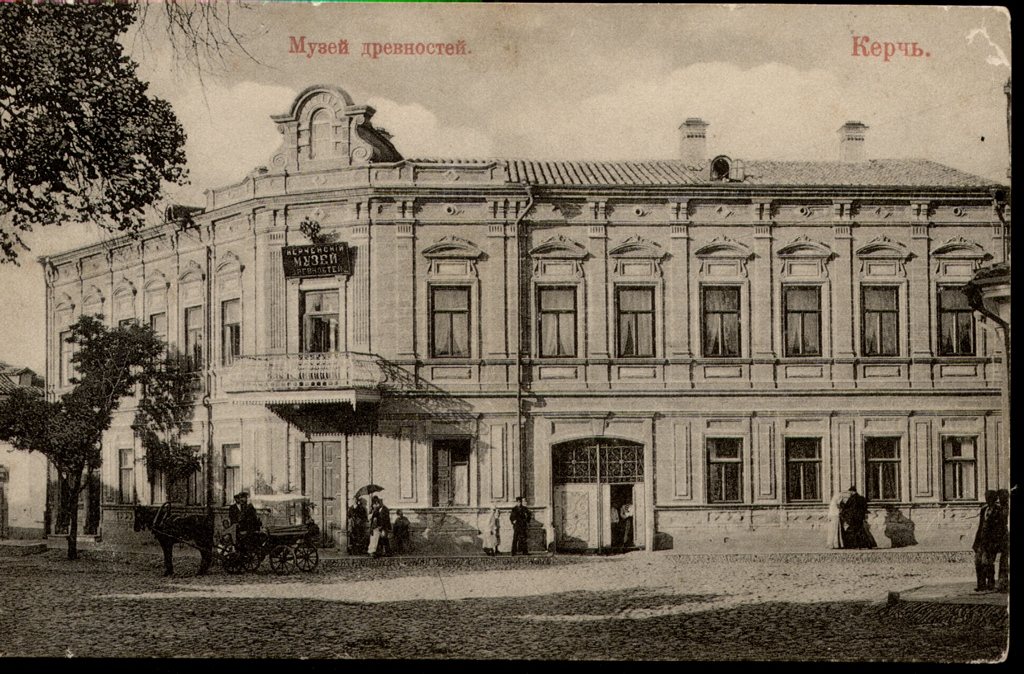
Здание Керченского музея древностей до 1922 года

В бытность директором В. В. Шкорпила во время хищнических раскопок 1905 года одного захоронения на одном из некрополей Пантикапея на горе Митридат была найдена неограбленная в древности могила с богатым инвентарем. Среди найденного:
- золотые серьги
- два кольца
- золотое листья от ювелирного украшения (венка)
- стеклянный бальзамарий
- янтарные бусины
- наконечник стрелы из кости
- ювелирное изделие из сердолика
- обломки терракотового кувшина
- фибула из серебра (украдена)
- четырёхугольный зеркало из бронзы (украденное)

Нерасхищенные во время раскопок предметы передали в Императорский Эрмитаж, крупнейший археологический музей Российской империи.

## Описание произведения
Обломки терракоты реставраторы склеили и получили фигурный кувшин в виде мужской головы, покрытой красным лаком. Поврежденной была лишь верхушка горловины кувшина, общая высота сохранившейся части — 16,5 сантиметров. Это молодое лицо атлета, с высокой вероятностью мифического героя Геракла. Безбородый, с низким лбом и курчавыми волосами, со спокойным, уверенным выражением лица. Голову украшает венок из дубовых листьев. На горловине фигурного кувшина имелся выступ, к которому крепилась ручка. Использована светлая, коричневая терракота, хорошо обожженная. Поверхность шершавая, немного повреждена — при полной сохранности головы и лица персонажа.
Д. С. Герцигер, рассмотрев изображения с близкой иконографией в скульптуре, монетах и геммах, пришла к выводу, что это изображение Митридата VI Евпатора в облике Геракла.

## Хтонический культ Геракла и роль сосуда в погребальном обряде
Культ Геракла на Боспоре и в Херсонесе несколько отличался от фракийского культа Геракла. Хтоническая сущность Геракла в городах Северного Причерноморья исследована достаточно хорошо. Его подвиги это вереница побед над хтоническими чудовищами. Вступая в поединок с ними, Геракл входит в столкновение с хтонической стихией и побеждает её. Таким образом, эта ипостась героя тесным образом переплетается с его героической природой. С этим связаны многочисленные находки изображений Геракла или его атрибутов в некрополях, в том числе Пантикапея. Геракл считался незримым покровителем умершего, а его изображение — апотропеем. Такие апотропеи встречены в могилах некрополей Боспорского царства. Интересен глиняный сосуд из Пантикапея в форме головы Геракла.
Б. В. Фармаковский, исследовавший его, писал:

«Ваза в форме головы Геракла, с содержащейся в ней влагою, поставленная в могилу, была символом похвалы добрых дел покойного и пожелания ему… бессмертия, которым обладали боги».
Терракотовые изображения Геракла, которые помещались в могилы, свидетельствую о существовании на Боспоре представлений об этом божественном герое, как о борце со смертью и её победителе. Такой вывод Фармаковский делает, пологая, что Геракл, идущий всю жизнь через страдания и получивший в конце концов бессмертие, был в глазах древних примером для подражания. Сосуд в могиле — знак уважения к умершему, свершившему в жизни добрые дела, подобно Гераклу, и пожелание ему такой же участи — бессмертия и блаженства.